# Hvožďany (district de Domažlice)
Pour les articles homonymes, voir Hvožďany.
Hvožďany (en allemand : Hoslau) est une commune du district de Domažlice, dans la région de Plzeň, en République tchèque. Sa population s'élevait à 35 habitants en 2017.

## Géographie
Hvožďany se trouve à 7 km au sud de Hostouň, à 14 km au nord-ouest de Domažlice, à 51 km au sud-ouest de Plzeň et à 136 km à l'ouest-sud-ouest de Prague.
La commune est limitée par Hora Svatého Václava et Drahotín au nord, par Poběžovice à l'est et au sud, par Mnichov au sud et au sud-ouest, et par Poběžovice à l'ouest.

## Histoire
La première mention écrite de la localité date de 1239.